# Edvard Eriksen
Pour les articles homonymes, voir Eriksen.
Edvard Johannes Eriksen, né le 10 mars 1876 à Copenhague et mort le 12 janvier 1959 dans la même ville, est un sculpteur islando-danois, principalement connu pour avoir sculpté La Petite Sirène en 1913.

## Biographie
Marié a Eline Eriksen en 1900, celle-ci lui sert de modèle pour de nombreuses statues dont La petite sirène (Le visage de la petite sirène étant réalisé d'après la ballerine Ellen Price).
Edvard Eriksen expose à Charlottenborg en 1902 et devient professeur honoraire à l'Académie des Beaux-Arts de Carrare (Italie) en 1908.
Outre la Petite Sirène, il sculpte trois statues pour le sarcophage double en marbre de Christian IX de Danemark et de Louise de Hesse-Cassel dans la cathédrale de Roskilde. Ce travail lui prend trois ans à partir de 1914.
Il décore également les façades Nord et Sud de la glyptotèque Ny Carlsberg avec des symboles des arts et des sciences en grès sculpté.
En 1930, il travaille comme restaurateur au musée Thorvaldsen et reçoit deux ans plus tard l'ordre de Dannebrog.
Il est enterré avec sa femme au cimetière Vestre à Copenhague.

## Récompenses
- 1904 : Médaille Eckersberg